# Gorgan
Gorgan (Perzisch: گرگان) is de hoofdstad van de Iraanse provincie Golestān. De stad ligt zo'n 400 km ten noordoosten van Teheran. De bevolking bedraagt zo'n 330.000 mensen (2011).
De stad heeft een internationaal vliegveld (geopend 2005) en verschillende universiteiten.

## Bezienswaardigheid
Een van de bekendste attracties is de 200 kilometer lange Grote Muur van Gorgan, die na de Chinese Muur de langste muur van Azië is.